# ヘンリー・ポールソン
ヘンリー・メリット “ハンク” ポールソン（英語：Henry Merritt "Hank" Paulson、1946年3月28日 - ）は、アメリカ合衆国の政治家、実業家。1999年から証券会社であるゴールドマン・サックスの会長兼最高経営責任者を務め、かつてジョージ・W・ブッシュ政権で第74代財務長官を務めた。

## 生涯

### 青年期
1946年3月28日にフロリダ州パームビーチで誕生し、イリノイ州シカゴ近郊の農場で育てられた。ポールソンはニューハンプシャー州のダートマス大学で英文学の研究を行い、1968年に文学士号を取得した。その後1970年にハーバード・ビジネス・スクールで経営学修士を取得し、ワシントンD.C.の国防総省に入省した。
ポールソンはハーバードで知り合ったウェンディと1970年に結婚し、後に2人の子供をもうけた。ポールソン夫妻はニューヨーク市とイリノイ州バーリントンに家を構えた。

### 実業家時代
1970年から1972年までアメリカ国防総省において国防次官補のスタッフ・アシスタントとして勤務した。その後1972年から1973年まで、リチャード・ニクソンの内政担当大統領補佐官ジョン・アーリックマンの補佐官を務めた。
1974年にポールソンはゴールドマン・サックス社に入社し、イリノイ州シカゴの事業所で勤務を始めた。1982年にパートナーの1人となると、1983年から1988年までアメリカ中西部の投資銀行グループを統括し、1988年にシカゴ事業所の経営パートナーとなった。
1990年にポールソンはゴールドマン・サックス社の投資銀行部門において経営担当責任者となり、1994年12月にゴールドマン・サックス社の社長兼最高執行責任者に昇格した。その後ポールソンは1998年6月からジョン・コーザインと共同でゴールドマン・サックス社の会長兼最高経営責任者を務め、1999年1月に単独での会長兼最高経営責任者となった。
2006年6月28日にポールソンはアメリカ合衆国財務長官への就任のため、ゴールドマン・サックス社の会長兼最高経営責任者を辞任した。辞任に際してポールソンにはゴールドマン・サックス社から会計年度の上半期分のボーナスとして1870万ドルが支給された。またポールソンは自身の保持するゴールドマン・サックス社の323万株も売却した。時価総額は約4億8600万ドルであった。ゴールドマン・サックス社の会長兼最高経営責任者は、ロイド・ブランクファイン社長兼最高執行責任者が引き継いだ。

### 財務長官時代

#### 財務長官への就任

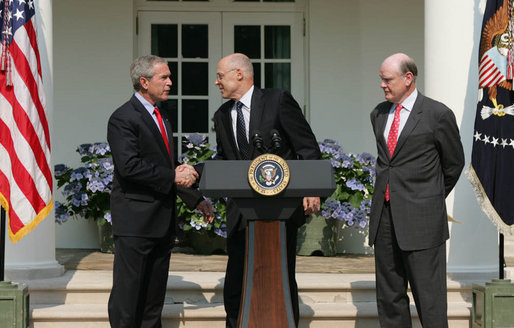
ジョン・スノーのアメリカ合衆国財務長官辞任と新財務長官の発表会見の写真。中央がヘンリー・ポールソン。

2006年5月30日にジョージ・W・ブッシュ大統領は、ジョン・スノー財務長官の辞任と、ポールソンの財務長官指名を発表した。スノーの退任は事実上の更迭であり、大型減税や年金・医療改革などに関する国民への説明能力が問題視され、1年以上前から辞任の憶測が流れていた。後任にはポールソンの他にデイヴィッド・マルフォード、ロバート・ゼーリック、ドナルド・エヴァンズ、スティーヴン・フリードマン、カルロス・グティエレスらが挙げられていたが、ウォール街での実績などからポールソンが起用された。ポールソンは2006年5月30日の記者会見において「アメリカ経済の力強さと競争力の維持に努める」と語り、民間での豊富な経験を生かして責務を果たす意気込みを強調した。
ポールソンを起用したのはゴールドマン出身のジョサイア・ボルテン大統領首席補佐官だった。任期が残り2年だったので本人は渋ったという。
同年6月27日に上院で開催された指名承認のための公聴会では、前任のスノー財務長官の路線継承を強調し、世界経済の不均衡につながる財政赤字・経常赤字の削減・アメリカの貯蓄率引き上げなどを課題として挙げた。その後ポールソンは6月28日の上院金融委員会で直ちに承認、続く本会議でも即刻承認された。就任には与野党とも異論がほとんど無く、公聴会翌日に議会手続きが終了する異例の速さの承認となった。そして7月10日にポールソンは宣誓式を経て正式に74代目アメリカ合衆国財務長官として就任した。

#### 連続する経済危機
2008年3月のベア・スターンズ危機の時は救済に動いたが、9月のリーマンブラザーズの危機においては、「公的資金を投入しようと考えたことは一度も無い」とリーマンの救済を拒否。このリーマン破綻をきっかけに世界金融危機（リーマン・ショック）は起きた。あわてて方針を一転し、金融機関安定化法案を成立させたが、この一貫しない態度が市場の不信を招き、法案成立も全く効果がなく世界的な株式の大暴落を招いた。公的資金の投入拒否については、選挙の2ヶ月前という時期で公的資金投入を嫌がる国民を意識した可能性が言われている。フランスのラガルド経済財務雇用相は、「何が恐ろしかったかと言えば、リーマン・ブラザーズを破綻させるというヘンリー・ポールソンの決断だ」と批判した。また、景気対策でアメリカ国債増発の必要に迫られ、ポールソンとともに米中戦略経済対話の共同議長を務めていた1990年代からの旧友の王岐山に大量の引き受けを要請して中華人民共和国が日本を上回る世界最大のアメリカ国債保有国となった。

## 市民活動
ポールソンは熱心な自然愛好家でもあった。ポールソンは自然保護協会のメンバーとして十数年に渡って活動し、理事長も務めた。アジア太平洋地域での会議でも共同議長を務め、中国の江沢民とともに雲南省の峡谷に存在する虎の保護活動を行った。またポールソンは北京の清華大学で経済管理学院顧問委員会の委員長も務めた。

## 在日経験
バブル景気後の時代に在日経験がある。アメリカ合衆国財務長官時に金融危機の対処に役立っていると言われた。